# Concerto pour clavecin et cinq instruments

Le Concerto pour clavecin et cinq instruments est un sextuor pour clavecin, flûte, hautbois, clarinette, violon et violoncelle du compositeur espagnol Manuel de Falla. Esquissé en 1923, achevé en 1926, il est créé le 5 novembre 1926 à Barcelone par des musiciens de l'Orchestre Pablo Casals, la claveciniste dédicataire de l'œuvre Wanda Landowska, sous la direction du compositeur. La place centrale confiée au clavecin explicite le titre de concerto pour cette rare partition au style « irréprochable qui atteint le pur abstrait, nourri de chair et de sang espagnols » selon le musicologue L. Campodonico. Publiée en 1928 chez l'éditeur Max Eschig, l'œuvre moderne par ses changements de métrique et sa bitonalité reçut des inconditionnels du Tricorne un accueil réservé mais enchanta un Maurice Ravel.

## Histoire
Manuel de Falla avait rencontré la dédicataire à plusieurs reprises au début des années 1920, et lorsqu'elle participa à la première parisienne de El retablo de Maese Pedro de Falla en juin 1923, il avait déjà décidé d'écrire un concerto pour elle. Bien qu'il n'y ait jamais eu de commande officielle, la composition commença en octobre 1923, mais le travail avança lentement. Landowska avait d'abord prévu de jouer l'œuvre au cours de la saison 1923-1924. Lorsque de Falla se trouva dans l'impossibilité de respecter ce délai, Landowska discuta avec Leopold Stokowski d'une exécution dans le cadre de la saison 1924-1925 du Philadelphia Orchestra, mais une fois encore, Falla ne put terminer l'œuvre à temps. La première eut finalement lieu à Barcelone le 5 novembre 1926, avec d'autres représentations à New York et Boston.
Le concerto est la dernière œuvre de longue haleine que de Falla ait achevée. Bien qu'il y ait dans son catalogue plusieurs pièces ultérieures importantes par leur contenu, aucune ne dure plus de dix minutes, et son dernier projet monumental, l'opéra-oratorio Atlántida, sur lequel il a travaillé pendant vingt ans, est resté inachevé à sa mort.
Il est généralement considéré comme un exemple de mysticisme (d'une sorte issue de la tradition religieuse espagnole) et d'une forme sévère et ascétique de néoclassicisme (par opposition au néoclassicisme « frivole » d'Igor Stravinsky).

## Analyse de l'œuvre
1. Allegro
2. Lento giubiloso e energico
3. Vivace flessibile, scherzando

- Durée d'exécution : quinze minutes.

L'abondance des documents conservés permet de comprendre à la fois l'évolution lente et méticuleuse de la création et la structure de l'œuvre. D'une part, il y a l'abondante correspondance entre Wanda Landowska et Manuel de Falla entre 1922 et 1930, et d'autre part de nombreuses esquisses, brouillons et étapes intermédiaires de la partition qui sont conservés dans les archives Manuel de Falla et les archives Valentín Ruiz-Aznar, toutes deux situées à Grenade.
Le deuxième mouvement porte à la fin l'inscription « A. Do. MCMXXVI-In festo Corporis Christi », bien que le compositeur ait déclaré que la date était « une question de pur hasard. »

## Source
- François-René Tranchefort, Guide  de la musique de chambre, Paris, Fayard, coll. « Les indispensables de la musique », 1998 (1re éd. 1989), 995 p. (ISBN 2-213-02403-0), p. 316
- (en) Carol A. Hess, Manuel de Falla and Modernism in Spain, 1898–1936, Chicago and London, University of Chicago Press, 2001 (ISBN 978-0-226-33038-9).
- (en) Carol A. Hess, Sacred Passions: The Life and Music of Manuel de Falla, Oxford and New York, Oxford University Press, 2004 (ISBN 978-0-19-972428-4).
- (es) Yvan Nommick, « Un ejemplo de ambigüedad formal: el 'Allegro' del Concerto de Manuel de Falla », Revista de Musicología, vol. 21, no 1,‎ 1998a, p. 11–35 (DOI 10.2307/20797487, JSTOR 20797487)
- (en) Ivanka Stoïanova et Louis Jambou (dir.), « Tradition et création artistique dans le Concerto pour clavecin de Manuel de Falla », dans Manuel de Falla: Latinité et universalité, Paris, Presses de l'Université de Paris-Sorbonne, coll. « Musiques/Écritures: Série études », 1999 (ISBN 2-84050-142-2, lire en ligne), p. 277–296.